# Giuseppe Caspar Mezzofanti

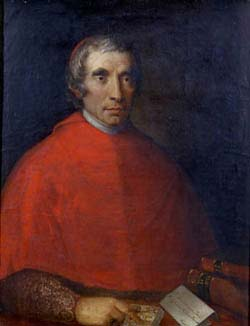
Cardinal Giuseppe Caspar Mezzofanti

Giuseppe Caspar Mezzofanti (19 tháng 9 năm 1774 - 15 tháng ba 1849) là một hồng y và nhà ngôn ngữ học người Ý nổi tiếng biết nhiều ngôn ngữ. Sinh ra và lớn lên tại Bologna, ông đã hoàn thành nghiên cứu thần học của ông trước khi ông đã đạt đến độ tuổi tối thiểu để được thụ phong linh mục; ông được thụ phong linh mục năm 1797. Trong cùng năm đó, ông trở thành giáo sư tiếng Ả Rập tại Đại học Bologna. Sau đó, ông bị mất vị trí cho từ chối thực hiện lời thề trung thành theo yêu cầu của nước Cộng hoà Cisalpine, nước quản lý Bologna vào thời điểm đó.

## Sự nghiệp
Năm 1803 ông được bổ nhiệm làm trợ lý thư viện của Viện Bologna, và ngay sau đó đã được phục chức giáo sư ngôn ngữ phương Đông và Hy Lạp. Chức vụ giáo sư các ngôn ngữ phương Đông đã bị các phó vương cất chức vào năm 1808, nhưng một lần nữa phục hồi khi Giáo hoàng Piô VII khôi phục lại năm 1814. Mezzofanti giữ chức vụ này cho đến khi ông rời Bologna để đi đến Roma vào năm 1831 làm thành viên của Tu Hội Truyền bá Đức tin (Congregatio de Propaganda Fide), cơ quan chủ quản các Giáo hội Công giáo cho các hoạt động truyền giáo. Năm 1833, ông đã kế tục Angelo Mai làm trưởng giám sát của Thư viện Vatican, và vào năm 1838 đã được sắc phong hồng y của Thánh Onofrio al Gianicolo và giám đốc nghiên cứu tại Thánh Bộ Truyền bá đức tin. Các công việc khác của ông bao gồm dân tộc học, khảo cổ học, huy chương, và thiên văn học.

## Danh sách các ngôn ngữ sử dụng được
Mezzofanti đã nổi tiếng là một người thông thạo nhiều thứ tiếng, biết sử dụng 39 thứ tiếng. Ngoài ra, nghiên cứu của Russell chỉ ra rằng nhiều người trong số các phương ngữ rất khác nhau mà chúng thực sự nên được xem như là một ngôn ngữ riêng biệt. Phân loại các ngôn ngữ và tiếng địa phương theo hệ thống ngôn ngữ ngày nay, hơn 150 năm sau đó, sẽ là một nghiên cứu riêng. Danh sách, trong kết luận của nghiên cứu:
"Các ngôn ngữ thường xuyên được kiểm tra và nói khá thông thạo."
1. Biblical Hebrew
2. Rabbinical Hebrew
3. Tiếng Ả Rập
4. Tiếng Aramaic
5. Coptic
6. Tiếng Armenia cổ điển
7. Tiếng Armenia hiện đại
8. Tiếng Ba Tư
9. Tiếng Thổ Nhĩ Kỳ
10. Tiếng Albania
11. Tiếng Malta
12. Tiếng Hy Lạp Cổ
13. Tiếng Hy Lạp Hiện đại
14. Latin
15. Tiếng Ý
16. Tiếng Tây Ban Nha
17. Tiếng Bồ Đào Nha
18. Tiếng Pháp
19. Tiếng Đức
20. Tiếng Thụy Điển
21. Tiếng Đan Mạch
22. Tiếng Hà Lan
23. Tiếng Anh
24. Tiếng Illyria
25. Tiếng Nga
26. Tiếng Ba Lan
27. Tiếng Séc hay tiếng Bohemia
28. Tiếng Hungary
29. Tiếng Trung

"Tuyên bố nói thông thạo, nhưng khó mà trắc nghiệm đầy đủ."
1. Syriac
2. Ge'ez
3. Amharic
4. Hindustani
5. Gujarati
6. Basque
7. Wallachian
8. Algonquin